# مانويل توريس باستور
مانويل توريس باستور (بالإسبانية: Manuel Torres Pastor)‏ (19 أبريل 1930 في إسبانيا - 14 مارس 2014 في إسبانيا) هو لاعب كرة قدم إسباني في مركز الدفاع. لعب مع ريال سرقسطة وريال مدريد.

## وصلات خارجية
- مانويل توريس باستور على موقع قاعدة بيانات كرة القدم.إي يو (الإنجليزية)
- مانويل توريس باستور على موقع عالم كرة القدم.نت (الإنجليزية)